# Kabouterbaard

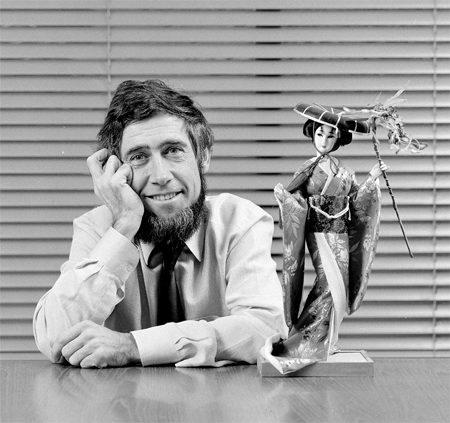
Chriet Titulaer met kabouterbaard

Een kabouterbaard is een baard die niet vergezeld gaat van een snor.

## Bekende personen met een kabouterbaard
op alfabetische volgorde van achternaam
- Nand Baert
- Miel Cools
- Jaap van der Doef
- Nico de Haan
- Paul Kruger
- Herman Le Compte
- Abraham Lincoln
- Wim Oudshoorn
- Alvin Plantinga
- Dorus Rijkers
- Henry David Thoreau
- Chriet Titulaer
- Jean-Pierre Van Rossem
- LeRoy Pope Walker
- Willem II der Nederlanden
- Brigham Young

## Fictieve personen met een kabouterbaard
op alfabetische volgorde van naam
- Professor Barabas
- Otto den Beste
- Meneer Foppe
- Jerom
- Kabouter Plop
- Pinkeltje